# Leksands IF
O Leksands IF é um clube sueco de hóquei no gelo, sediado na cidade de Leksand, na província de Dalarna, no centro do país.

 
Os seus jogos em casa são disputados no Tegera Arena, com capacidade para 7 600 pessoas.

As cores do clube são: camisola (br: camiseta) branca e calção azul.

Foi fundado em 1919, com atividades no bandy e no boxe Em 1937 o hóquei no gelo substituiu o bandy, ficando a ser a atividade principal do clube.

Foi campeão da Suécia por 4 vezes (1969, 1973, 1974, 1975).

Atualmente (2023) disputa a Liga Sueca de Hóquei no Gelo, a primeira divisão do hóquei no gelo da Suécia.                                